# Burgstall (Ried)
Burgstall ist ein Gemeindeteil von Ried im schwäbischen Landkreis Aichach-Friedberg in Bayern. Der Weiler liegt circa vier Kilometer nordöstlich von Ried und ist über die Kreisstraße AIC 16 zu erreichen.

## Geschichte
Burgstall liegt auf der Gemarkung von Eismannsberg.
Die selbständige Gemeinde Eismannsberg wurde mit dem Ortsteil Burgstall am 1. Mai 1978 zu Ried eingemeindet.

## Baudenkmäler
Siehe auch: Liste der Baudenkmäler in Burgstall
- Katholische Loretokapelle